# Egész függvény
A matematikában, azon belül a komplex analízisben egész függvénynek nevezünk egy {\displaystyle f:\mathbb {C} \rightarrow \mathbb {C} } komplex változós függvényt, ha {\displaystyle f} a teljes komplex számsíkon értelmezve van, és mindenütt analitikus, azaz mindenütt létezik Taylor-sora, az mindenütt konvergens és összege megegyezik {\displaystyle f} értékével.
Egész függvény például minden polinomfüggvény, a komplex síkon értelmezett szinusz- és koszinuszfüggvény, és az exponenciális függvények is.
Az egész függvényekre vonatkozó nevezetes eredmény a Liouville-tétel, amely kimondja, hogy az egész függvények közül csak a konstans függvények korlátosak. E tétel további erősítése a kis Picard-tétel, mely szerint ha egy egész függvény nem konstans, akkor legfeljebb egy kivétellel minden komplex értéket felvesz.